# Flughafen Entebbe

i8
i11
i13
Der Entebbe International Airport (IATA-Code: EBB, ICAO-Code: HUEN) ist der wichtigste internationale Flughafen Ugandas. Er liegt bei Entebbe am Ufer des Viktoriasees, 35 Kilometer von der Hauptstadt Kampala entfernt. Er wird von der Civil Aviation Authority of Uganda betrieben und verfügt über zwei Terminals.
Er ist zudem Standort einer Cooperative Security Location, einem Militärausrüstungslager der USA, das bei Bedarf zu einem Stützpunkt ausgebaut werden kann.

## Geschichte
Im Jahr 1947 wurde der Bau des Flughafens beschlossen, 1951 wurde er offiziell durch die britische Thronfolgerin und spätere Königin Elisabeth II. eröffnet.
Im Jahr 1976 war der Flughafen Schauplatz der Operation Entebbe, bei der ein israelisches Kommando Geiseln aus der Hand von palästinensischen und deutschen Entführern befreite.

## Fluggesellschaften und Ziele
Internationale Flugverbindungen bestehen beispielsweise mit Qatar Airways, Turkish Airlines, Etihad Airways, KLM, Brussels Airlines, Ethiopian Airlines und Emirates. Damit hat Entebbe Anschluss an die Flughäfen Doha, Istanbul, Abu Dhabi, Amsterdam, Brüssel, Addis Abeba und Dubai.

## Zwischenfälle
- Am 29. März 1951 brachen die Piloten einer Vickers Valetta C.1 der Royal Air Force (Luftfahrzeugkennzeichen VW187) auf dem  Flughafen Entebbe den Start aufgrund eines Triebwerkfehlers ab. Die Maschine überrollte das Startbahnende. Es gab keine Todesopfer; das Flugzeug wurde irreparabel beschädigt.[1]